# یوکو سویست
یوکو سویست (به انگلیسی: Uku Suviste) (زاده ۶ ژوئن ۱۹۸۲) خواننده استونیایی است.
او نماینده استونی در یوروویژن ۲۰۲۱ بود.